# Хальчанский сельсовет
Хальчанский сельсовет (белор. Хальчанскі сельсавет) — административная единица на территории Ветковского района Гомельской области Республики Беларусь. Административный центр — деревня Хальч.

## История
Образован в 1926 г.

## Состав
Хальчанский сельсовет включает 8 населённых пунктов:
- Борец — посёлок
- Золотой Рог — деревня
- Каничев — посёлок
- Победа — посёлок
- Поляновка — посёлок
- Станки — посёлок
- Старое Село — агрогородок
- Хальч — деревня